# Problem horyzontu

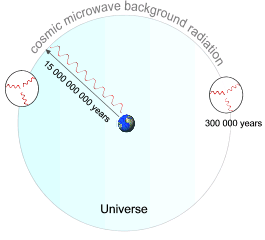
Problem horyzontu

Problem horyzontu – jeden z problemów wyjaśnianych przez kosmologię inflacyjną, stawiający pytanie, w jaki sposób obszary o rozłącznych horyzontach osiągnęły niemal identyczne temperatury.
Według teorii inflacyjnej w początkowych chwilach istnienia Wszechświata ekspansja przestrzeni następowała wystarczająco powoli, aby możliwa była komunikacja między obszarami w obrębie naszego horyzontu, a więc i ustalenie się jednorodnej temperatury. Wyjaśnia więc obserwowaną obecnie jednorodność mikrofalowego promieniowania tła.